# Кащенко, Филипп Данилович
Филипп Данилович Кащенко (24 октября 1933, деревня Екатериновка, Ишимский район, Уральская область — 29 июня 2009) — советский и российский учёный-металлург, доктор технических наук, профессор, заслуженный деятель науки и техники Российской Федерации (1994).

## Биография
Родился 24 октября 1933 года в деревне Екатериновка Ишимского района (ныне — Тюменская область). Окончил Уральский политехнический институт (Свердловск) по специальности «технология и оборудование сварочного производства» (1956).
С 1956 года работал на Магнитогорском металлургическом заводе, с 1959 в Центральной лаборатории, управлении главного механика.
С 1968 года преподавал и вёл научную деятельность в Магнитогорском горно-металлургическом институте. В 1969—1976, 1987—1998 годах заведующий кафедрой механического оборудования металлургических заводов. В 1976—1987 годах зав. кафедрой технологии машиностроения. В 1985—1998 годах деканом механического факультета.
В 1967 году защитил кандидатскую диссертацию на тему «Исследование распределения легирующих элементов в наплавленном металле и разработка технологии наплавки валков горячей прокатки». В 1981 году защитил докторскую диссертацию «Исследование и разработка наплавочных материалов, технологии наплавки и способов повышения качества и работоспособности прокатных валков». В 1982 году присвоено учёное звание профессора.
Специалист в области теории и технологии износостойкой наплавки и напыления, в области повышения надежности и долговечности прокатных валков. Предложил методику прогнозирования свойств наплавленного металла и выбора оптимальных систем легирования (на этой основе создан ряд износостойких экономно-легированных наплавочных материалов). Разработал теоретические основы расчета и конструирования прокатных валков с упругими осями. Предложил новый метод литья профилированных чугунных валков в форме с регулируемым теплообменом.
Автор (соавтор) более 300 научных работ, в том числе 4 монографий. Получил 35 патентов и авторских свидетельств на изобретения.
Скончался 29 июня 2009 года. Похоронен на Левобережном кладбище Магнитогорска.

## Основные работы
- Прокатные валки с литыми ручьями. М, 1987 (В соавторстве).
- Производство и эксплуатация валков на металлургическом предприятии. Т. 1. Изготовление валков. М., 1997 (В соавт.).
- Производство и эксплуатация валков на металлургическом предприятии. Т. 3. Обработка, упрочнение и восстановление поверхности валков с целью повышения качества и работоспособности. М., 1999 (В соавт.).
- Реновации деталей металлургического оборудования // Сборник научных трудов Уральского государственного технического университета. Екатеринбург, 2002.
- Восстановление и упрочнение деталей металлургического оборудования наплавкой // Сборник научных трудов. Екатеринбург, 2006.

## Награды
- Заслуженный деятель науки и техники Российской Федерации (30 декабря 1994)[4] — за заслуги в научной деятельности
- Награждён орденом Трудового Красного Знамени, двумя медалями ВДНХ.